# Ле-Блан-Мениль
Ле-Блан-Мениль (фр. Le Blanc-Mesnil) — коммуна во французском департаменте Сен-Сен-Дени, административный центр округа Ле-Ренси и кантона Ле-Блан-Мениль.

## Географическое положение
Ле-Блан-Мениль находится на северо-востоке Парижа, в 12,6 км от его центра, и связан с ним RER и автобусными маршрутами. Находится между аэропортами «Шарль-де-Голль» и «Ле Бурже».

## Города-побратимы
- Петергоф, Россия
- Дэбрэ-Бырхан, Эфиопия

## Знаменитые земляки и жители города
- Патрик Эрнандес (1949) — французский певец.
- Мусса́ Сиссоко́ (1989) — французский футболист.
- Людови́к Сильве́стр (1984) — французский футболист.
- Рафаэл Геррейрe (1993) - Португальский футболист.